# Gilles Jobidon
Gilles Jobidon, né le 8 novembre 1950, est un écrivain québécois.

## Biographie
Il fait des études en arts visuels et en histoire de l’art. Il travaille ensuite « dans les musées et les galeries comme metteur en espace ».
Il se lance dans l'écriture alors qu'il est déjà dans la cinquantaine. Son premier roman La Route des petits matins remporte le Prix Robert-Cliche 2003, le Prix Ringuet 2004 et le Prix Anne-Hébert 2005.
Il est lauréat du Prix des cinq continents de la francophonie 2019 pour Le Tranquille affligé, un roman historique se déroulant dans la Chine du milieu du XIXe siècle.

## Œuvres
- La Route des petits matins[2], VLB éditeur, 2003, 140 p.
- L'Âme frère[3], VLB éditeur, 2005, 129 p.
- Morphoses, Éditions de l'Hexagone, 2006, 104 p.
- D'ailleurs[4], VLB éditeur, 2007, 96 p.
- Combustio[5], Leméac éditeur, 2013, 320 p.
- La petite B.[6], Leméac éditeur, 2015, 232 p.
- Le Tranquille affligé[7], Leméac éditeur, 2018, 168 p.
- C'est la faute à l'ostensoir[8], Leméac éditeur, 2019, 104 p.
- Cloud[9], Leméac éditeur, 2024, 280 p.

## Honneurs
- 2003 - Prix Robert-Cliche du premier romain pour La route des petits matins[10]
- 2004 - Prix Ringuet de l'Académie des lettres du Québec pour La route des petits matins
- 2004 - Prix des cinq continents, finaliste, pour La route des petits matins[11]
- 2005 - Prix Anne-Hébert pour La route des petits matins[12]
- 2006 - Grand Prix littéraire de la Montérégie pour L'âme frère[13]
- 2006 - Prix des libraires, finaliste, pour L'âme frère
- 2013 - Grand Prix littéraire de la Montérégie pour Combustio[13]
- 2019 - Prix des cinq continents de la francophonie pour Le Tranquille affligé[14],[15],[16],[17]
- 2019 - Prix Arlette Cousture pour Le Tranquille affligé[13]